# Јан Смитс
Јан Антони Смитс (хол. Jan Anthonie Smits; Аудер-Амстел, 5. септембар 1864 — Рига, 24. октобар 1939) био је холандски лекар и санитетски официр.
Јан Смитс је рођен у близини Амстердама, где се и школовао, а 1891. године на Амстердамском универзитету завршио медицину. Годину дана касније ступио је као лекар у војну службу, добивши чин санитетског официра друге класе.
Јануара 1901. године унапређен је у санитетског официра прве класе. Из здравствених разлога пензионисан је 1913. године.
Упркос превременом пензионисању, током Првог светског рата био је члан војне комисије за регрутацију, главни лекар немачких ратних заробљеника као и привремене болнице Црвеног крста Холандије у Ротердаму. у којој су прихватани и Срби.
За своје заслуге током Првог светског рата примио је следећа одликовања: медаљу Црвеног крста Прусије II и III класе, медаљу Црвеног крста Србије, почасни орден за заслуге Црвеног крста Аустрије и орден за заслуге Црвеног крста Холандије.